# لوكوود فيليبس
لوكوود فيليبس (بالإنجليزية: Lockwood Phillips)‏ هو مقدم برامج إذاعية أمريكي، ولد في 18 مارس 1948.